# Rennis Ponniah
Rennis Ponniah (chinesisch 潘仁义, Pinyin Pān rén yì; * 1955 oder 1956) ist ein ehemaliger Bischof der Diözese Singapur in der anglikanischen Church of the Province of South East Asia. Er war der 9. anglikanische Bischof von Singapur. Er folgte auf John Chew, der am 4. Oktober 2012 in den Ruhestand ging. Zusätzlich war er auch Präsident des National Council of Churches of Singapore (2016–2018). Er ging 2020 selbst in den Ruhestand. Sein Nachfolger wurde Titus Chung.

## Leben

### Ausbildung
Ponniah studierte an der National University of Singapore und erwarb einen Bachelor of Social Science, sowie einen Master in Divinity am Trinity Theological College (Singapur) (TTC).

### Laufbahn
1990 wurde Ponniah in der St Andrew’s Cathedral zum Diakon geweiht und 1991 zum Priester ordiniert. Am 4. Mai 2005 wurde er als Assistant Bishop of Singapore geweiht. Er war eine Zeitlang Vicar von St John’s-St Margaret’s Church.